# 多摩橋
多摩橋（たまばし）は、東京都福生市 - あきる野市の多摩川に架かる東京都道7号杉並あきる野線（五日市街道）の橋長202 m（メートル）の桁橋。

## 概要
- 形式 - PC4径間連続箱桁橋
- 橋長 - 202 m
  - 支間割 - 50 m + 2×50.3 m + 50 m
- 幅員
  - 有効幅員 - 11.5 m
  - 車道 - 7.5 m
  - 歩道 - 両側2 m
- 架設工法 - プレキャスト・ブロック工法

## 歴史
1760年（宝暦10年）の熊川村村方明細帳には熊川村管理の牛浜の渡しがあったことが記されている。
1875年（明治8年）に永田橋とともに官営の渡しとなり、1890年（明治23年）5月に多摩川の澪筋の移動により、対岸の草花村に管理が移り以後森山の渡しと呼ばれるようなった。
1925年（大正14年）2月に永久橋として橋長202.1 m、幅員5.4 mの8径間の鉄筋コンクリート桁橋が完成する。第二次世界大戦後、福生飛行場に駐留した米軍によって改装資材として川砂利の乱堀が行われたこともあり1948年（昭和23年）9月17日に流出し仮橋を架設する。現橋は1969年（昭和44年）に架設され、1970年（昭和45年）3月に開通した。架設に際しては当時の新技術であるプレキャスト・ブロック工法が採用された。